# アンリ・モアッサン
フェルディナン・フレデリック・アンリ・モアッサン（Ferdinand Frédéric Henri Moissan、1852年9月28日 – 1907年2月20日）はフランスの化学者である。フリードリヒ・ヴェーラーが最初に生成した炭化カルシウムを、1892年にトーマス・ウィルソンと商業的に生産する方法を開発した。1906年、フッ素の研究と分離およびモアッサン電気炉の製作の業績によりノーベル化学賞を受賞した。この電気炉は実績があり、この中に石灰とコークスの混合物を入れて2000℃超に加熱するとカルシウム・カーバイドが得られたのである。

## 生涯
モアッサン家はトゥールーズからパリに移り住み、そこでアンリ・モアッサンが生まれた。父は東部鉄道の下級管理職で、母はお針子だった。1864年に一家はモーに移り、モアッサンはそこで地元の学校に通った。1870年、大学入学資格を得ないまま学校を去り、パリの薬屋で働き始める。そこでヒ素中毒の人を助けるという体験をし、化学を勉強することを決心した。まずエドモンド・フレミーの研究室で学び始め、後に Pierre Paul Dehérain に師事した。Dehérain は彼に学歴をつけるよう説き伏せた。モアッサンは大学入学に必要なバカロレアを何度か失敗した末の1874年に取得した。
1874年、モアッサンは Dehérain と共同で初めての学術論文を発表した。それは植物における二酸化炭素と酸素の代謝についての論文だった。その後、植物生理学から無機化学へと転向し、自然発火性の鉄に関する研究が当時のフランスの無機化学をリードしていた2人の化学者アンリ・サンクレール・ドヴィーユとアンリ・ドブレに注目された。1880年に博士号を取得すると、ある研究所での職を友人から紹介された。1882年に結婚、1885年に息子が生まれている。1880年代のモアッサンはフッ素の研究、特にフッ素の分離に注力していた。モアッサンは自前の実験室を持っておらず、シャルル・フリーデルらの実験室を借りていた。そこに90個のブンゼン電池を使った強力な電池があり、モアッサンは三塩化ヒ素の電気分解によって気体が発生する様子を観察できた。その気体は三塩化ヒ素に再び吸収される。1886年6月26日、フッ化水素の電気分解によってフッ素が分離できた。フランス科学アカデミーは3人の代理人マルセラン・ベルテロ、アンリ・ドブレ、エドモン・フレミーを送り、その報告が正しいか確認させた。しかし、このときモアッサンは実験を再現することができなかった。実は、最初の実験でフッ素が得られたのは、フッ化水素に不純物としてフッ化カリウムが含まれていたせいであり、今回の実験ではそれが含まれていなかった。その後問題に気づき、何度かフッ素の分離を実演し、最終的に1万フランの賞金を得た。その後1891年まではフッ素の研究に明け暮れた。モアッサンは様々なフッ素化合物を発見しており、例えば1901年には Paul Lebeau と共に六フッ化硫黄を発見した。
1900年までに220アンペア、80ボルトの大電力で3500℃の温度に達する電気炉を開発し、ホウ素や人工ダイヤモンドを作り出す研究を行った。自身の発明した電気炉により、様々なホウ化物や炭化物を作ることができるようになり、それがモアッサンのもう1つの研究分野となった。
1906年にフッ素の研究と分離およびモアッサン電気炉の製作の業績によりノーベル化学賞を受賞。彼がノーベル賞の受賞候補者としてノミネートされた時、一緒に、ロシアのメンデレーエフもノミネートされていたが、一票差でモアッサンが勝利した。
受賞の翌年の1907年2月、パリにて急死。急性虫垂炎が原因とされているが、フッ素の研究が影響したかどうかは不明である。

## 研究

### フッ素の単離
フッ素は1771年のカール・シェーレ以来、その化合物の存在は知られていたものの、ガラスや貴金属とも反応してしまうほどの強い活性を持ち、毒性も強い元素であるため、単離（純粋なフッ素の単体を取出すこと）が極めて困難であった。多くの化学者が単離に挑戦して失敗し、中には実験中に亡くなった者もいた。
モアッサンは先人たちの試みが失敗したのは、彼らが装置材料と単離フッ素がただちに反応する「激しさ」を抑えられなかったことにあると考え、装置に特別な工夫を凝らした。何度も失敗を繰り返し、フッ素中毒になり、片目を失明したが、1886年6月26日、無水のフッ化水素 (HF)酸を冷却することにより得られた液体に二フッ化水素カリウム (KHF2) を溶かした溶液を電気分解し、白金のU字管とフッ化カルシウム（蛍石）のねじ栓などを捕集に利用し、ついにフッ素の初単離に成功した。二フッ化水素カリウムを溶かしたのは、フッ化水素が導体でないためである。電極には白金/イリジウムの合金が、容器には白金を使い、全体を-50℃まで冷却した。これにより、正の電極から水素ガスが、負の電極からフッ素ガスが得られた。フッ素を生産する技法は今もこれと基本的に同じである。

### その後の研究
モアッサンは鉄と砂糖から作った炭を炭素ルツボで溶解させたあと急冷し、金属の収縮圧でダイヤモンドを人工的に合成する実験を行った。実験は結果として失敗に終わったものの多くの成果を生んだ。その一つが高温電気アーク炉の考案であり、格段に高温が得られるようになったこの方式は彼の名前からモアッサン電気炉と呼ばれることもある。モアッサン電気炉は大電流でアーク放電を起こして3500℃もの高温を得るものである。
1893年に合成の成功を発表したが、モアッサンの死後、実際は助手がモアッサンを喜ばすため、生成物に天然のダイヤモンドを仕込んだことを告白するという話を残している。
1893年、アリゾナ州のバリンジャー・クレーターで見つかった隕石の破片の研究を始めた。モアッサンは隕石の破片から微量の新種鉱物を発見し、研究の末、それが炭化ケイ素であると結論付けた。1905年、この鉱物はモアッサンにちなんでモアッサナイトと名付けられた。

## 受賞歴
- 1896年 デービーメダル
- 1898年 エリオット・クレッソン・メダル
- 1903年 ホフマン賞
- 1906年 ノーベル化学賞